# Лінза Барлоу

Принцип роботи лінзи Барлоу. Червоним кольором показано хід променів без лінзи, зеленим — хід променів з лінзою.

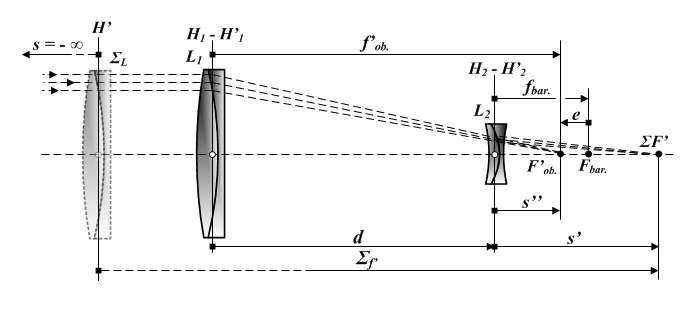
Збільшення фокусної відстані з використанням лінзи Барлоу

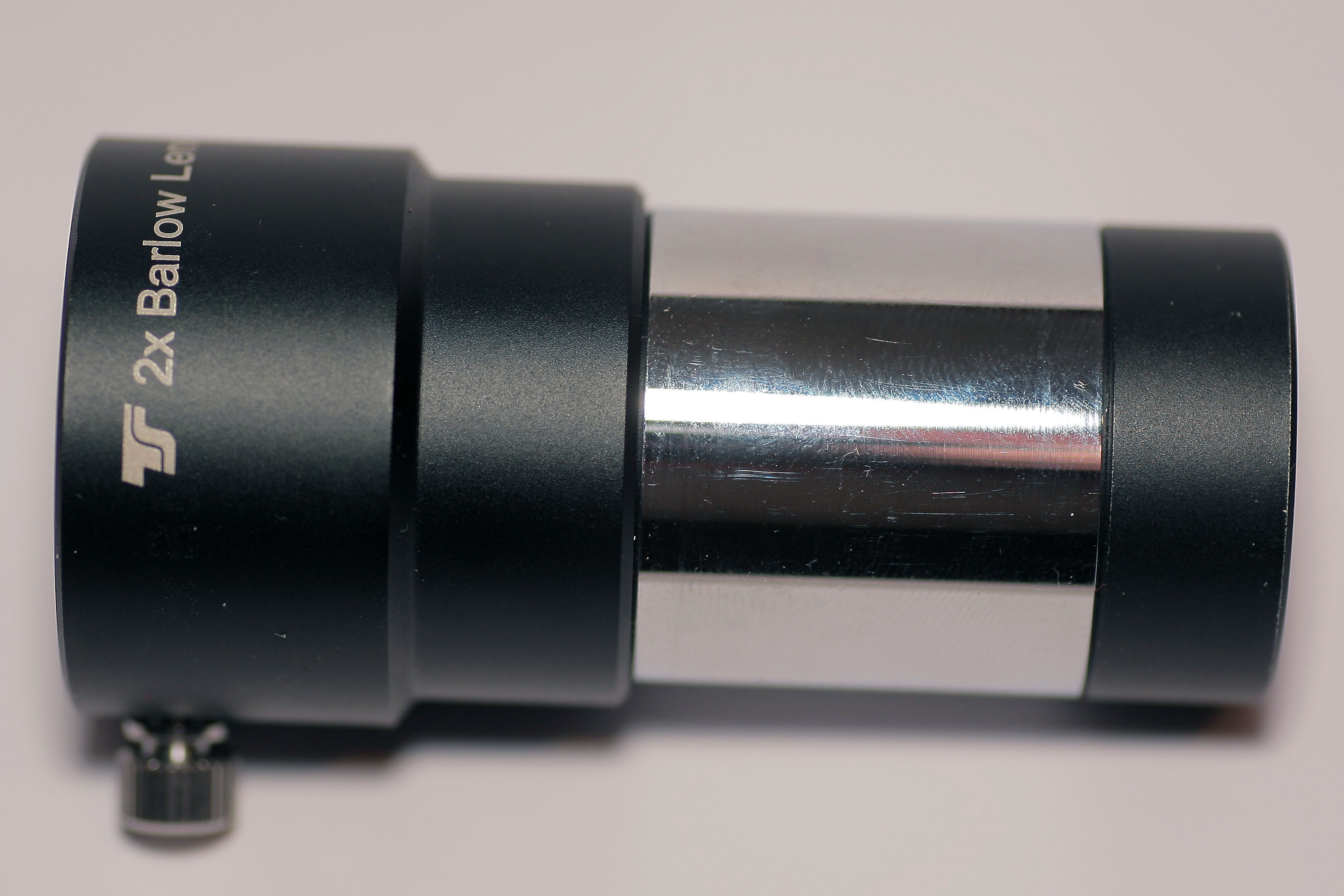
2Х лінза Барлоу.

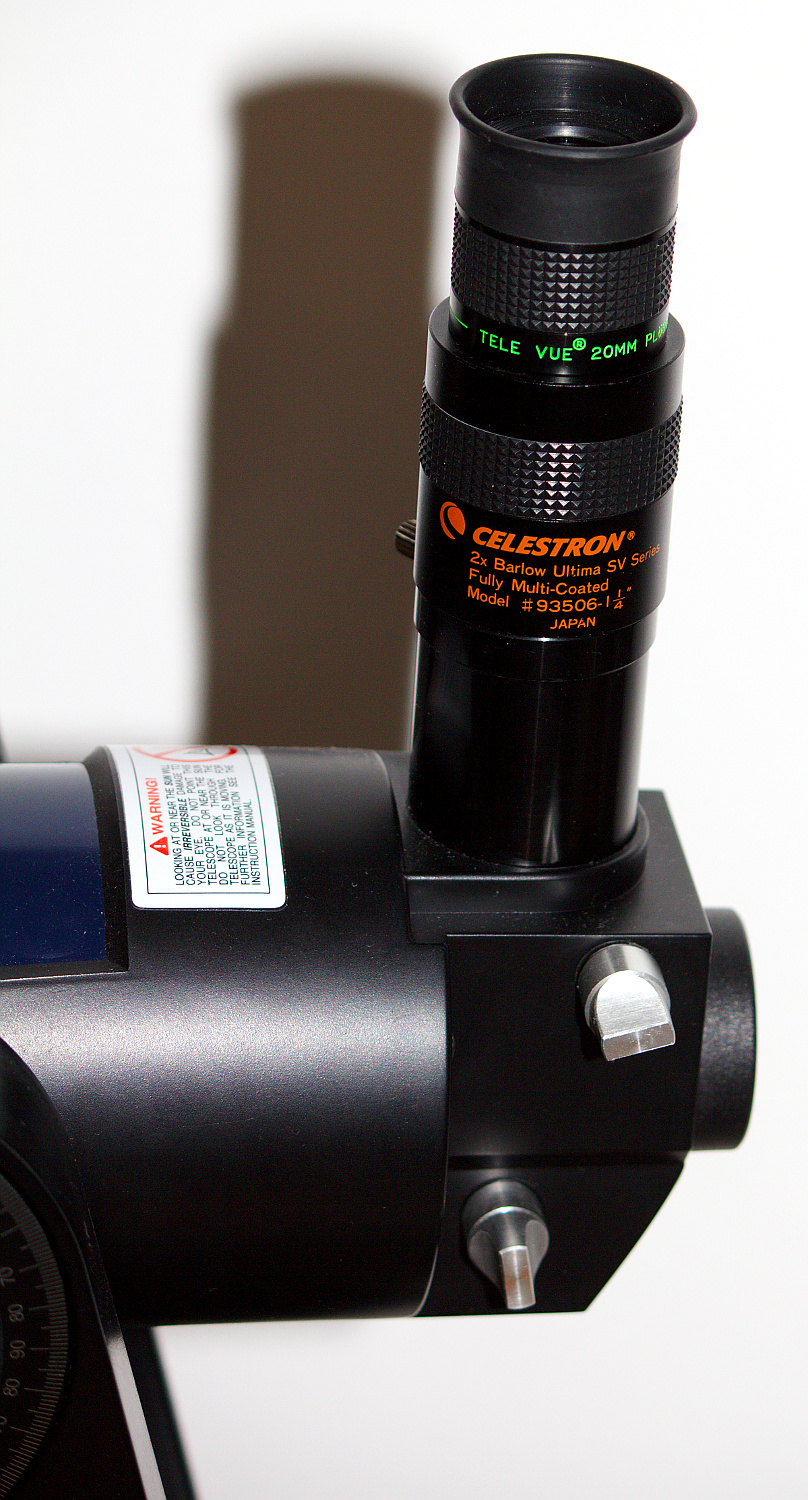
Лінза Барлоу разом з окуляром, розташовані на діагональному дзеркалі телескопу

Лі́нза Барло́у (англ. Barlow lens) — це розсіювальна лінза або система лінз, що збільшує ефективну фокусну відстань оптичної системи (телескопа, мікроскопа, об'єктива тощо), внаслідок чого у стільки ж разів зростає збільшення зображення (але одночасно з цим зменшується поле зору). Лінза Барлоу у телескопах розміщується перед окуляром (між окуляром і об'єктивом телескопа).

## Принцип роботи
Лінза розсіювання, що розташовувалась за об'єктивом телескопа, увійшла в історію за іменем винахідника Пітера Барлоу (англ. Peter Barlow, 1776–1862), який запропонував дану конструкцію у 1828 році.
Розробляючи у 1827–1832 роках конструкцію телескопа Пітер Барлоу запропонував розташувати перед окуляром розсіювальну лінзу приблизно того ж діаметра, що і лінзи окуляра. Ця лінза зменшує збіжність пучка, завдяки чому зростає еквівалентна фокусна відстань системи «об'єктив — лінза Барлоу». Як видно з малюнка, коефіцієнт збільшення лінзи Барлоу становить M=S'/S". Але слід наголосити, що у даному випадку мається на увазі не збільшення лінзи, а збільшення еквівалентної фокусної відстані телескопа, завдяки чому зростає масштаб зображення у еквівалентному фокусі.

## Конструктивні особливості

### Будова і принцип роботи
Конструктивне виконання лінзи Барлоу має вигляд трубки, на одному кінці якої встановлена лінза розсіювання або група лінз (з від'ємною фокусною відстанню). Лінзу Барлоу встановлюють зазвичай між фокусером телескопа і окуляром, хоча на рефракторах і меніскових телескопах її іноді встановлюють між фокусером і діагональним дзеркалом або діагональним дзеркалом та окуляром. Завдяки тому, що лінза Барлоу має від'ємну фокусну відстань, вона збільшує фокусну відстань телескопа, а значить і коефіцієнт збільшення окуляра. Зазвичай, лінза Барлоу маючи фіксовану довжину, у певній мірі визначає стандартний коефіцієнт збільшення окуляра. Значення коефіцієнта зазначено на корпусі самої лінзи і цей коефіцієнт переважно лежить в діапазоні від 1,5Х до 5Х. 2X-Барлоу, наприклад, фактично подвоює збільшення окуляра, у якому вона використовується. Існують лінзи Барлоу із змінним збільшенням, але вони мають нижчу якість у порівнянні з фіксованими. Тим не менше, для звичайної лінзи Барлоу можна наростити її коефіцієнт збільшення, застосувавши подовжувальну трубку.
Як і окуляри телескопів, лінзи Барлоу можуть мати встановлювальні різі 1,25 або 2 дюйми. Першим віддають перевагу, оскільки вони дешевші і достатні з точки зору забезпечення більшого поля зору.

### Види конструкцій
Існує два типи лінз Барлоу.
Стандартні лінзи Барлоу. Такі конструкції мають слабку лінзу розсіювання і довгу трубку (до 12-15 см у довжину). Такі пристрої використовують у телескопах-рефлекторах системи Ньютона. Таку ж лінзу Барлоу можна використовувати і лінзових (меніскових) телескопах разом з діагональним дзеркалом, при розташуванні її між телескопом і діагоналлю або між діагоналлю і окуляром. У першому випадку збільшення лінзи Барлоу виявиться дещо більшим, ніж у другому випадку, про що вказується на її корпусі. Деякі лінзи другим способом взагалі не вдасться використати, оскільки положення переднього краю лінзи може обмежуватись діагональним дзеркалом. Другий недолік довгих лінз Барлоу — для їх використання потрібен значний хід вузла фокусування при малих люфтах, що не завжди можливе у телескопах системи Ньютона.
Короткі лінзи Барлоу — більше ніж удвічі (2-5 см) коротші від стандартних і можуть використовуватись в будь-яких телескопах. Коротша трубка лінзи Барлоу приводить до необхідності використання лінз більшої кривини, щоб досягнути того ж збільшення, що і у лінзи з довшим корпусом. Це породжує три недоліки:
- нижча якість зображення викликана збільшеним хроматизмом;
- віньєтування поля зору;
- більше розсіювання реального збільшення еквівалентної фокусної відстані для різних людей.

Також зустрічається ще одна різновидність у вигляді здвоєної лінзи Барлоу, що має на меті знизити віньєтування, але у цілому дає дещо гірше зображення у порівнянні із звичайною.

## Переваги та недоліки
Використання лінзи Барлоу має низку переваг:
- подвоєння числа можливих збільшень без зростання числа окулярів.
- простота отримання великих збільшень;
- покращення якості зображення на короткофокусних телескопах за рахунок компенсації аберації окуляра;
- зростання комфорту спостережень, за рахунок збільшення винесення зіниці в окуляра;
- покращення роботи фільтрів, збільшуючи перпендикулярність променів до поверхні фільтра.

Слід враховувати, що застосування лінзи Барлоу знижує світлосилу телескопа відповідно до її кратності і вносить додаткове (хоч і невелике) світлопоглинання. Тому застосування її для спостереження об'єктів глибокого космосу з низькою поверхневою яскравістю особливого виграшу не дасть.

## Лінза Барлоу у фотографії
У фотографії лінза Барлоу відома під назвою «телеконвертер». Переміщення лінзи обмежена в дзеркальних камерах робочим відрізком апарата, і зазвичай не вдається за рахунок переміщення одного оптичного блока отримати кілька телеконвертерів з різною кратністю збільшення фокусної відстані. Тим більше, що зазвичай для зменшення аберацій використовується не одна від'ємна лінза, а комбінація з декількох.

## Лінза Барлоу у мікроскопії
У мікроскопії лінза, також звана лінзою Барлоу, використовується для збільшення дистанції розглядання при одночасному зниженні ступеня збільшення.